# 셸비 매큐언
셸비 매큐언(영어: Shelby McEwen, 1996년 4월 6일~)은 미국의 육상 선수로 주 종목은 높이뛰기이다. 2020년 하계 올림픽과 2024년 하계 올림픽에 참가했으며 2024년 올림픽에서 은메달을 획득했다.